# Ribolhos
Ribolhos é uma povoação portuguesa do Município de Castro Daire que foi sede da extinta Freguesia de Ribolhos, freguesia que tinha 2,42 km² de área e 266 habitantes (2011), e, por isso, uma densidade populacional de 109,9 hab/km².
A Freguesia de Ribolhos foi extinta em 2013, no âmbito de uma reforma administrativa nacional, tendo sido agregada às Freguesias de Mamouros e Alva, para formar uma nova freguesia denominada União das Freguesias de Mamouros, Alva e Ribolhos com a sede em Mamouros.
Ribolhos constituiu até ao início do século XIX o couto de Ribolhos; foi vila e sede de concelho. Pertenceu ao concelho de Mões até à extinção deste em 1855, data em que passou a integrar o cocelho (atual município) de Castro Daire. Tinha, em 1801, apenas 125 habitantes.
A Freguesia de Ribolhos era composta por apenas por Ribolhos (sede de freguesia), São Domingos, uma pequena povoação situada na confluência dos rios Paiva e Paivô, e a Soalheira, um pequeno lugar habitado apenas por uma família, proprietária de uma das mais antigas serrações de todo o concelho e a primeira a obter energia de uma máquina a vapor, por volta dos anos 30 do século XX.[carece de fontes?]
Embora pequena, Ribolhos exerce bastante influência na vida quotidiana de habitantes de aldeias próximas mas pertencentes a outras freguesias, como é o caso dos habitantes de Grijó de Mões, Casais de D. Inês, Courinha e Vila Franca (todas pertencentes à freguesia de Mões).[carece de fontes?]
Esta localidade é também sede de paróquia (como é tradição em Portugal), tendo como padroeiro Santo André. No entanto a sua maior festividade anual é dedicada à Nossa Senhora do Amparo, realizando-se a festa em sua honra no segundo domingo de Agosto.
Em Ribolhos tem sede a Associação Desportiva e Cultural de Ribolhos que realiza actividades desportivo/culturais periódicas sendo de salientar o seu Rancho Folclórico, da qual fazem parte 48 pessoas que percorrem o país de norte a sul de Portugal. Realiza o seu Festival Nacional de Folclore no segundo domingo de Agosto de cada ano.

## População
| População da freguesia de Ribolhos | População da freguesia de Ribolhos | População da freguesia de Ribolhos | População da freguesia de Ribolhos | População da freguesia de Ribolhos | População da freguesia de Ribolhos | População da freguesia de Ribolhos | População da freguesia de Ribolhos | População da freguesia de Ribolhos | População da freguesia de Ribolhos | População da freguesia de Ribolhos | População da freguesia de Ribolhos | População da freguesia de Ribolhos | População da freguesia de Ribolhos | População da freguesia de Ribolhos |
| ---------------------------------- | ---------------------------------- | ---------------------------------- | ---------------------------------- | ---------------------------------- | ---------------------------------- | ---------------------------------- | ---------------------------------- | ---------------------------------- | ---------------------------------- | ---------------------------------- | ---------------------------------- | ---------------------------------- | ---------------------------------- | ---------------------------------- |
| 1864                               | 1878                               | 1890                               | 1900                               | 1911                               | 1920                               | 1930                               | 1940                               | 1950                               | 1960                               | 1970                               | 1981                               | 1991                               | 2001                               | 2011                               |
| 165                                | 182                                | 176                                | 194                                | 219                                | 192                                | 241                                | 268                                | 350                                | 366                                | 371                                | 362                                | 307                                | 306                                | 266                                |

| Distribuição da População por Grupos Etários | Distribuição da População por Grupos Etários | Distribuição da População por Grupos Etários | Distribuição da População por Grupos Etários | Distribuição da População por Grupos Etários | Distribuição da População por Grupos Etários | Distribuição da População por Grupos Etários | Distribuição da População por Grupos Etários | Distribuição da População por Grupos Etários | Distribuição da População por Grupos Etários |
| -------------------------------------------- | -------------------------------------------- | -------------------------------------------- | -------------------------------------------- | -------------------------------------------- | -------------------------------------------- | -------------------------------------------- | -------------------------------------------- | -------------------------------------------- | -------------------------------------------- |
| Ano                                          | 0-14 Anos                                    | 15-24 Anos                                   | 25-64 Anos                                   | > 65 Anos                                    |                                              | 0-14 Anos                                    | 15-24 Anos                                   | 25-64 Anos                                   | > 65 Anos                                    |
| 2001                                         | 50                                           | 52                                           | 149                                          | 55                                           |                                              | 16,3%                                        | 17,0%                                        | 48,7%                                        | 18,0%                                        |
| 2011                                         | 27                                           | 27                                           | 144                                          | 68                                           |                                              | 10,2%                                        | 10,2%                                        | 54,1%                                        | 25,6%                                        |

Média do País no censo de 2001:  0/14 Anos-16,0%; 15/24 Anos-14,3%; 25/64 Anos-53,4%; 65 e mais Anos-16,4%
Média do País no censo de 2011:   0/14 Anos-14,9%; 15/24 Anos-10,9%; 25/64 Anos-55,2%; 65 e mais Anos-19,0%

## Património
- Igreja Matriz de Ribolhos ou Igreja de Santo André

## Barro negro de Ribolhos

### Historial
A actividade barrista de Ribolhos, tradição secular, é uma arte de trabalhar o barro que aparece inserida num contexto sócio-económico propício ao seu desenvolvimento. A inexistência de qualquer actividade industrial, a precária agricultura e o agreste, mas belo, espaço geográfico, levaram a que alguns dos artesãos mais afoitos, fizessem da olaria o seu único meio de sobrevivência.
A roda baixa, a pia de pedra, o maço de madeira, a peneira e os outros instrumentos fabricados pelo oleiro, constituem os artefactos que deram nome aos Barros Negros de Ribolhos.
De entre os primeiros oleiros desta terra, dois deram o nome a esta tradição. Em primeiro lugar, mestre Albino, nasceu a 19 de janeiro de 1890 em Ferreirós, freguesia de Resende. Aos dez anos veio com os seus pais para Ribeira de Arcas, freguesia de Mões, onde estabeleceram a primeira oficina de olaria, da qual já não há vestígios. Aos dezasseis anos, mestre Albino, já estava a trabalhar como oleiro em Ribolhos, mas por cota de outrem. Aos vinte e seis anos, constituiu família e tornou-se mestre de olaria, com oficina própria, deixando apenas a sua actividade cerca dos noventa anos, vindo a falecer a 14 de dezembro de 1985.
O segundo oleiro de que vos falo, é o mestre José Maria Rodrigues, nasceu em Ribolhos a 10 de fevereiro de 1906. Mal aprendeu a ler e a escrever, passou a ajudar o seu pai na oficina e no sustento da família. Casou aos vinte e dois anos e estabeleceu-se por sua conta aos vinte e sete. Correu o país de norte a sul em feiras e exposições. Deixou de trabalhar na roda aos oitenta anos, vindo a falecer alguns anos mais tarde.
Hoje, o desenvolvimento da actividade barrista, continua nas mãos de Jorge Ferreira, que utiliza a título de empréstimo, a roda de oleiro de António Rodrigues, irmão de José Maria Rodrigues. Jorge Ferreira trabalha o barro não pelo sustento familiar, mas sim pelo gosto e pela preservação desta nobre tradição.

### O Artista
Filho de pessoas do campo e familiar, por parte da mãe, do oleiro mestre Albino (pioneiro dos Barros Negros de Ribolhos), Jorge Ferreira, nasceu em Ribolhos, concelho de Castro Daire a 21 de junho de 1966.
Ainda jovem, abandonou os estudos, tendo optado pela actividade comercial. Mais tarde emigrou para a América do Norte onde permaneceu alguns anos. Regressou a Portugal na década de 80 e prosseguiu os seus estudos, tendo-se licenciado em professor de Educação Visual e Tecnológica.
Desde muito cedo que o gosto pelas artes, lhe despertou imenso interesse. A pintura e a olaria, tornaram-se nas suas grandes paixões.
Trabalha o barro através de um processo totalmente tradicional, que vai desde a extracção da argila até ao método de cozedura. Este processo tradicional, permite-lhe preservar uma tradição e criar peças artísticas originais, próprias dos Barros Negros de Ribolhos.
As suas peças estilizadas, são associadas a um certo misticismo que lhes confere uma vida própria. Têm como base de inspiração, a fantasia, o sobrenatural, o fado e o retrato da vida quotidiana.